# Strumień neutronów

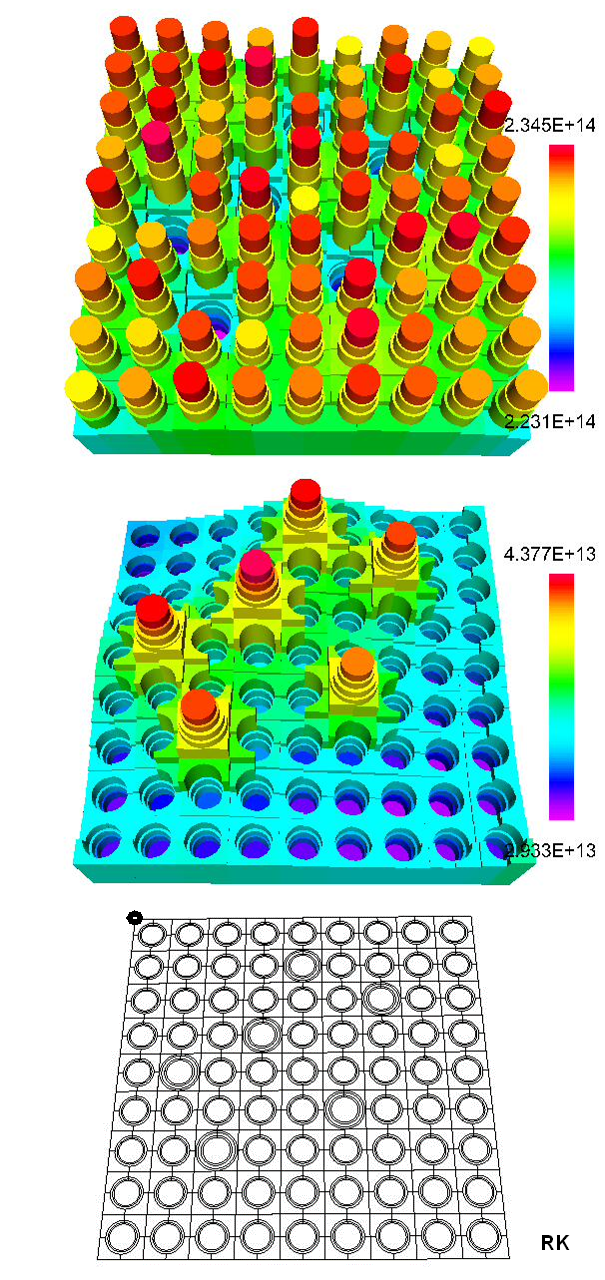
Ćwiartka elementu reaktora wodnego ciśnieniowego, reprezentacja rzutowa: Siatka dyskretyzacji (na dole), strumień neutronów termicznych (w środku) i strumień neutronów prędkich z narysowanymi prętami kontrolnymi

Strumień neutronów – ilość stosowana w fizyce reaktorów jądrowych, jest to strumień objętości neutronów definiowany jako iloczyn gęstości neutronów w jednostce objętości i ich średniej prędkości. Odpowiada łącznej długości przebytej przez wszystkie neutrony w jednostce czasu i objętości. Może być zdefiniowany jako liczba całkowita neutronów przechodząca w jednostce czasu przez jednostkową powierzchnię, prostopadłą do kierunku padania neutronów.
{\displaystyle \phi =\rho v={\frac {n}{tS}}[{\frac {1}{cm^{2}s}}]}

## Naturalny strumień neutronów
Strumień neutronów w gwieździe AGB oraz w supernowej jest odpowiedzialny za większość naturalnych nukleosyntez  produkujących elementy cięższe niż żelazo. W gwiazdach występuje stosunkowo niski strumień neutronów rzędu od 105 do 1011 neutronów na cm² na sekundę, powstały w nukleosyntezie podczas s-procesu, czyli procesu wolnego wychwytu neutronów. Natomiast po rozpadzie rdzenia supernowej mamy do czynienia z bardzo dużym strumieniem neutronów, rzędu 1022 neutronów na cm² na sekundę co wynika z nukleosyntezy podczas r-procesu, czyli szybkiego wychwytu neutronów. Atmosferyczny strumień neutronów, pochodzący prawdopodobnie od burz, może osiągnąć poziom od 3 do 5*102[n/cm2/s] neutronów na cm² na sekundę.

## Sztuczny strumień neutronów
Dodatkowe informacje: Promieniowanie neutronowe
Sztuczny strumień neutronów odnosi się do strumienia neutronów wytworzonych przez człowieka, może być to również produkt uboczny z broni jądrowej, produkcji energii jądrowej lub może pochodzić z konkretnego zastosowania: na przykład z reaktora badawczego lub kruszenia jądra atomowego. Strumień neutronów jest często używany do inicjowania rozszczepienia dużych niestabilnych jąder. Dodatkowy neutron(y) mogą spowodować, że jądro stanie się niestabilne, co spowoduje jego rozpad i utworzenie bardziej stabilnych produktów. Efekt ten jest niezbędny podczas pracy reaktorów i w broni jądrowej. Pomiar strumienia neutronów w reaktorze jądrowym podczas rozszczepienia służy przede wszystkim do kontrolowania tej reakcji. Kształt strumienia odnosi się do gęstości lub względnej mocy strumienia, gdy ten krąży wokół reaktora. Zazwyczaj najsilniejszy strumień neutronów występuje w środku rdzenia reaktora i ulega zmniejszeniu w kierunku jego krawędzi. Im wyższy strumień neutronów tym większe prawdopodobieństwo zajścia reakcji jądrowej, ponieważ więcej neutronów przepływa przez daną powierzchnię. Reaktor typowej elektrowni jądrowej (PWR) działający 40 lat (32 pełne lata pracy reaktora) wytwarza około 3,5 *1019 [n/ cm²](E> 1 MeV). Strumień neutronów oddziałuje niekorzystnie na zbiornik reaktora powodując kruchość radiacyjną i radioaktywność stali.